# نشر ثالث
نشر ثالث یک ناشر ایرانی درزمینۀ چاپ و نشر کتاب است که از سال ۱۳۷۵ فعالیت می‌کند. این ناشر آثار متعددی در حوزه‌های علوم انسانی (ادبیات، دین، تاریخ، فلسفه، علوم اجتماعی، روان‌شناسی و هنر) منتشر کرده‌است. از میان کتاب‌هایی که نشر ثالث منتشر کرده است می‌توان به دن کیشوت اثر سروانتس با ترجمهٔ محمد قاضی، ریشه‌های توتالیتاریسم اثر هانا آرنت با ترجمه محسن ثلاثی و رمان‌های کتابخانه نیمه‌شب اثر مت هیگ با ترجمه امین حسینیون اشاره کرد. مدیر این نشر، محمدعلی جعفریه است.

## حواشی برخی ترجمه‌ها و کتاب‌ها
در تاریخ ۲۳ فروردین ۱۳۹۵ ایسنا خبری منتشر کرد مبنی‌بر ترجمه کتاب‌های عتیق رحیمی از زبان انگلیسی به زبان فارسی توسط مهدی غبرایی درصورتی که کتاب‌ها از فارسی به انگلیسی ترجمه شده بودند و دوباره از انگلیسی قرار بود به فارسی ترجمه شود و علت آن را مهدی غبرایی چنین گفت: با توجه به این‌که برخی از این آثار به فارسی دَری نوشته شده بود، ناشر تصمیم گرفت این آثار به فارسی رایج در ایران ترجمه شود، زیرا بعضی مفاهیم فارسی دری در ایران فهمیده نمی‌شود. با انتشار چنین خبری عتیق رحیمی در یادداشتی که با عنوان «من هم از این تمدنم، از این زبان فرهنگی و از این فرهنگ زبانی» در پاریس نوشته شده چنین واکنش نشان داد که با آگاهی از برگرداندن دو کتابم که هر دو را به فارسی نوشته‌ام از زبان انگلیسی به زبان فارسی، آن هم با خامهٔ مترجم بس توانا مهدی غبرایی، کاملاً بهت‌زده شده‌ام. نمی‌دانم چه کسی این‌چنین تصمیمی گرفته؟ و چرا؟. ایشان در ادامه افزود؛ از بنگاه نشرات ثالث خواهانم که به‌عنوان یک بنگاه مهم و بس معتبر، آن هم از سرزمین بافرهنگ و متمدنی چون ایران، در این مورد با تمام مسؤولیت برخورد کند و چاپ و پخش کتاب‌هایم را متوقف سازد؛ زیرا چنین عملی، اهانتی است نه‌تنها در برابر زبان فارسی، بلکه در برابر نویسندگی، کار ترجمانی و پیشهٔ بس حساس نشراتیِ فرهنگ دو سرزمین هم‌زبان و هم‌ریشه.

پس از آنکه گفتگوی مفصل «حسن فیاد»، نویسنده و فیلم‌ساز مقیم آمریکا با «ابراهیم گلستان» در سال ۱۳۹۴ در قالب کتابی با نام «از روزگار رفته: چهره به چهره با ابراهیم گلستان»، توسط نشر ثالث انتشار یافت، گلستان در مصاحبه مفصلی که چند ماه پس از انتشار این کتاب با محمد تنگستانی از ایران وایر داشت، می‌گوید:

«من اصلاً نمی‌دانم نشر ثالث کی هست. من وقتی شنیدم این کتاب می‌خواهد توسط این نشر منتشر بشود، از‌طریق کسی که مطلع شده بودم، آدرس ایمیل این نشر را گرفتم. روی کاغذی هم نوشتم که شما حق ندارید این کتاب را دربیاورید؛ این کتاب مال کسی نیست که به شما داده باشد. در این نامه، به این نشر به‌طور مشخص نوشته‌ام شما دارید معامله روی اموال مسروقه می‌کنید؛ بر اموال دزدیده شده دارید معامله می‌کنید. خیلی هم صریح نوشته‌ام.»

## حواشی نشست خبری
نشست خبری اعضای مستعفی از شرکت در انتخابات اتحادیه ناشران و کتابفروشان تهران که با ادعاهای جنجالی زیادی علیه چند عضو اتحادیه همراه بود بازتاب‌ وسیعی داشت؛ از‌جمله واکنش مدیر نشر ثالث، جعفریه، همچنین در واکنش به جوابیه‌ای به مصاحبه اخیر خود توضیحاتی را منتشر کرد و افزود که؛ ایراد من به باغ کتاب، فعالیت رانتی آن بود مدیر نشر ثالث درباره تفاوت‌ در فروش کتاب‌های ترجمه با تألیفی معتقد است؛ «احساس می‌کنم که ممیزی کتاب‌های ترجمه با تألیفی کمی متفاوت است و همین موضوع، دست نویسنده داخلی را می‌بندد و او نمی‌تواند آن‌طور که باید و شاید به داستانش بپردازد.»